# Ricarda Huch

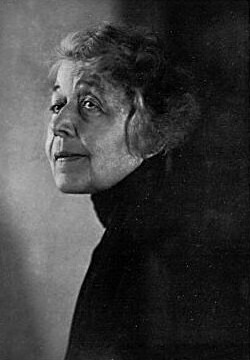
Ricarda Huch. Foto: Wanda von Debschitz-Kunowski
(Menschen der Zeit, Königstein im Taunus, 1930, Abb. 83).

Ricarda Huch, född Huch den 18 juli 1864 i Braunschweig, Niedersachsen, död 17 november 1947 i Schönberg im Taunus, idag en stadsdel i Kronberg im Taunus, Hessen, var en tysk författare, filosof och historiker. Hon var syster till Rudolf Huch och kusin till Friedrich Huch.
Ricarda Huch  studerade vid universitet och arbetade därefter som bibliotekarie och lärare. 
Ricarda Huch har skrivit lyrik (Gesammelte Gedichte, 1929), dramatik (Evoë, 1892 och Der Bundesschwur, 1900) och romaner (Errinnerungen von Ludolf Ursleu dem Jüngeren 1893 och Von den Königen und der Krone 1903). Som litteraturhistoriker gjorde hon en betydande insats med Blütezeit der Romantik (1899) och Ausbreitung und Verfall der Romantik (1902). 
Strävandet efter en ny typ av historisk roman kulminerade i Der grosse Krieg in Deutschland (3 band, 1914). Som ytterligare exempel på Huchs mångsidighet märks kriminalromanen Der Fall Deruga (1917) samt den satiriska framtidsromanen Der wiedererstandene Christus (1926). 
I övrigt skrev Huch under 1910- och 1920-talen främst historiska, filosofiska och teologiska arbeten såsom Das Risorgimento (1908), Wallenstein (1915), Luthers Glaube (1916), Der Sinn der heiligen Schrift (1919), Michael Bakunin und die Anarchie (1923), Freiherr von Stein (1925), Im alten Reich (2 band, 1927-29) samt Alte und neue Götter (1930).
Ricarda Huchs romaner behandlar psykologiska problem och den mänskliga viljans kamp mot själslivets okända krafter. Hon har också skrivit historiska skildringar av trettioåriga kriget och Garibaldis Italien i impressionistisk stil.
Ricarda Huch var 1898–1906 gift med den italienske läkaren E. Ceconi och senare med sin kusin advokaten Richard Huch. Hon var från 1929 bosatt i Berlin.

## Verk översatta till svenska
- Ludolf Ursleu den yngres krönika (roman) (översättning Kerstin Måås, Geber, 1903) (Erinnerungen von Ludolf Ursleu dem Jüngeren, 1893)
- Från Triumfgatan: lifsbilder (översättning Kerstin Måås, Geber, 1904) (Aus der Triumphgasse. Lebensskizzen 1901)
- Från forna ofredsdagar: historisk berättelse från trettioåriga krigets tid (översättning Hugo Hultenberg, Lindblad, 1915-1917) (Der grosse Krieg in Deutschland, 3 band, 1914)
- Fallet Deruga (roman (översättning Ernst Lundquist, Bonnier, 1917) (Der Fall Deruga 1917)
- Luthers tro: brev till en vän (översättning Carl Dymling, Lindblad, 1917) (Luthers Glaube: Briefe an einen Freund, 1916)
- Vita nätter (översättning Asta Wickman, Tiden, 1957) (Weisse Nächte 1943)
- Skyddsängeln: en brevberättelse (översättning Madeleine Gustafsson, Norstedt, 1989) (Der letzte Sommer, 1910)

## Filmatisering
Romanen Der letzte Sommer filmatiserades som Skyddsängeln 1990 av Suzanne Osten.

## Priser och utmärkelser
- Goethepriset 1931
- Asteroiderna 879 Ricarda[10] och 8847 Huch[11] är uppkallade efter henne.